# 스콧 매컬럼
제임스 스콧 매컬럼(James Scott McCallum, 1950년 5월 2일 ~ )은 미국의 정치인으로 제43대 위스콘신주 주지사이다.

## 학력
- 매캘리스터 칼리지 인문사회 학사
- 존스 홉킨스 대학교 인문사회 석사
- 위스콘신 대학교-밀워키 철학박사

## 경력
- 1977.01 ~ 1987.01 제83·84·85·86·87대 위스콘신주 제18선거구 상원의원
- 1987.01 ~ 2001.02 제41대 위스콘신 부지사
- 2001.02 ~ 2003.01 제43대 위스콘신 주지사

## 역대 선거 결과
| 선거명      | 직책명                     | 대수 | 정당   | 득표율  | 득표수      | 결과 | 당락                 |
| ----------- | -------------------------- | ---- | ------ | ------- | ----------- | ---- | -------------------- |
| 1976년 선거 | 상원의원 (위스콘신 제18부) | 83대 | 공화당 | 66.14%  | 39,194표    | 1위  | 위스콘신 주의원 당선 |
| 1980년 선거 | 상원의원 (위스콘신 제18부) | 85대 | 공화당 | 100.00% | 47,647표    | 1위  | 위스콘신 주의원 당선 |
| 1982년 선거 | 상원의원 (위스콘신 제1부)  | 98대 | 공화당 | 34.14%  | 527,355표   | 2위  | 낙선                 |
| 1984년 선거 | 상원의원 (위스콘신 제18부) | 87대 | 공화당 | 54.03%  | 34,296표    | 1위  | 위스콘신 주의원 당선 |
| 1986년 선거 | 위스콘신 부지사            | 41대 | 공화당 | 52.74%  | 805,090표   | 1위  | 위스콘신 부지사 당선 |
| 1990년 선거 | 위스콘신 부지사            | 41대 | 공화당 | 59.49%  | 802,321표   | 1위  | 위스콘신 부지사 당선 |
| 1994년 선거 | 위스콘신 부지사            | 41대 | 공화당 | 67.61%  | 1,051,326표 | 1위  | 위스콘신 부지사 당선 |
| 1998년 선거 | 위스콘신 부지사            | 41대 | 공화당 | 60.70%  | 1,048,897표 | 1위  | 위스콘신 부지사 당선 |
| 2002년 선거 | 위스콘신 주지사            | 44대 | 공화당 | 41.39%  | 734,779표   | 2위  | 낙선                 |